# Kino Aero

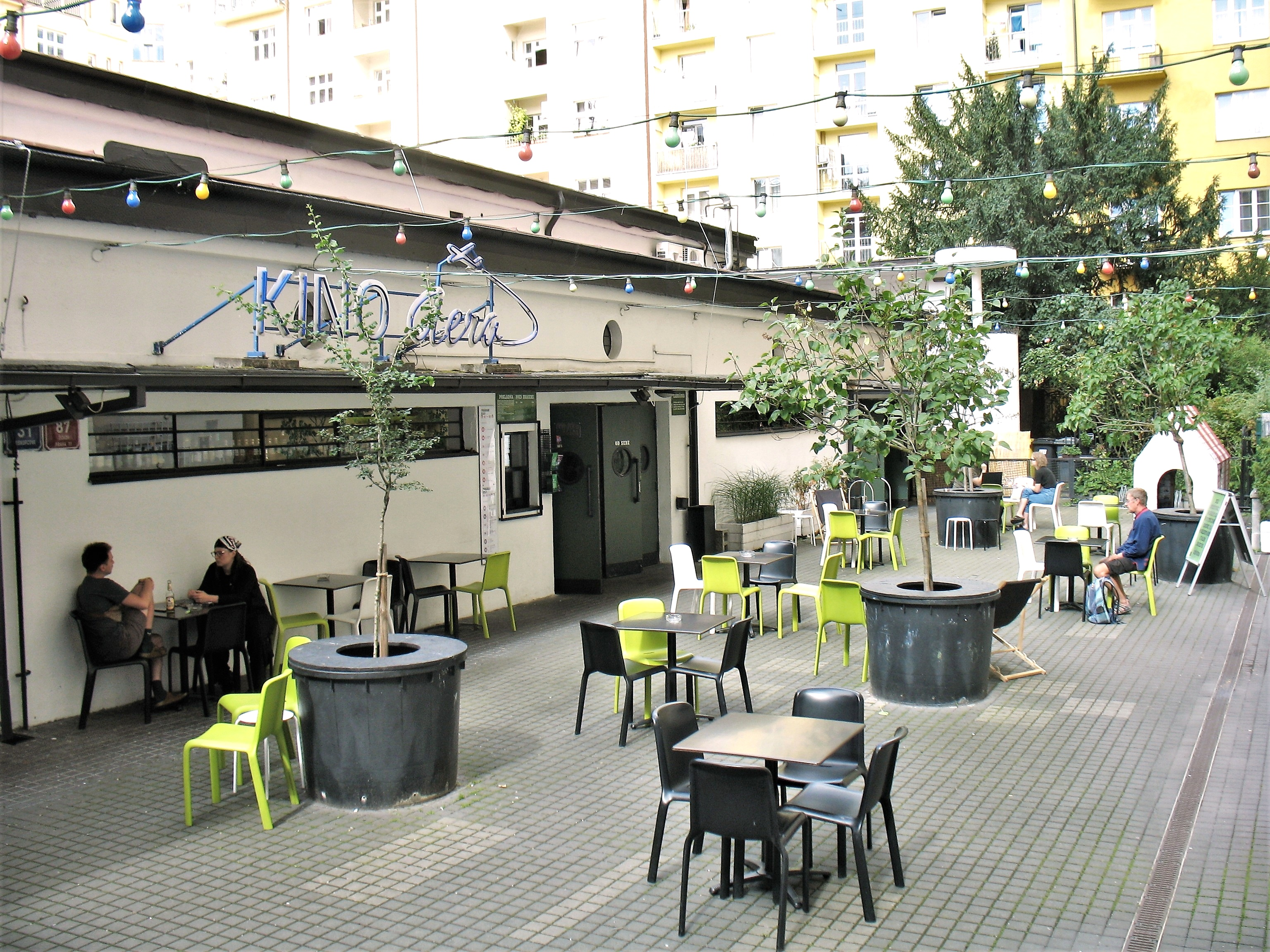
Kino Aero, pohled z nádvoří ve vnitrobloku

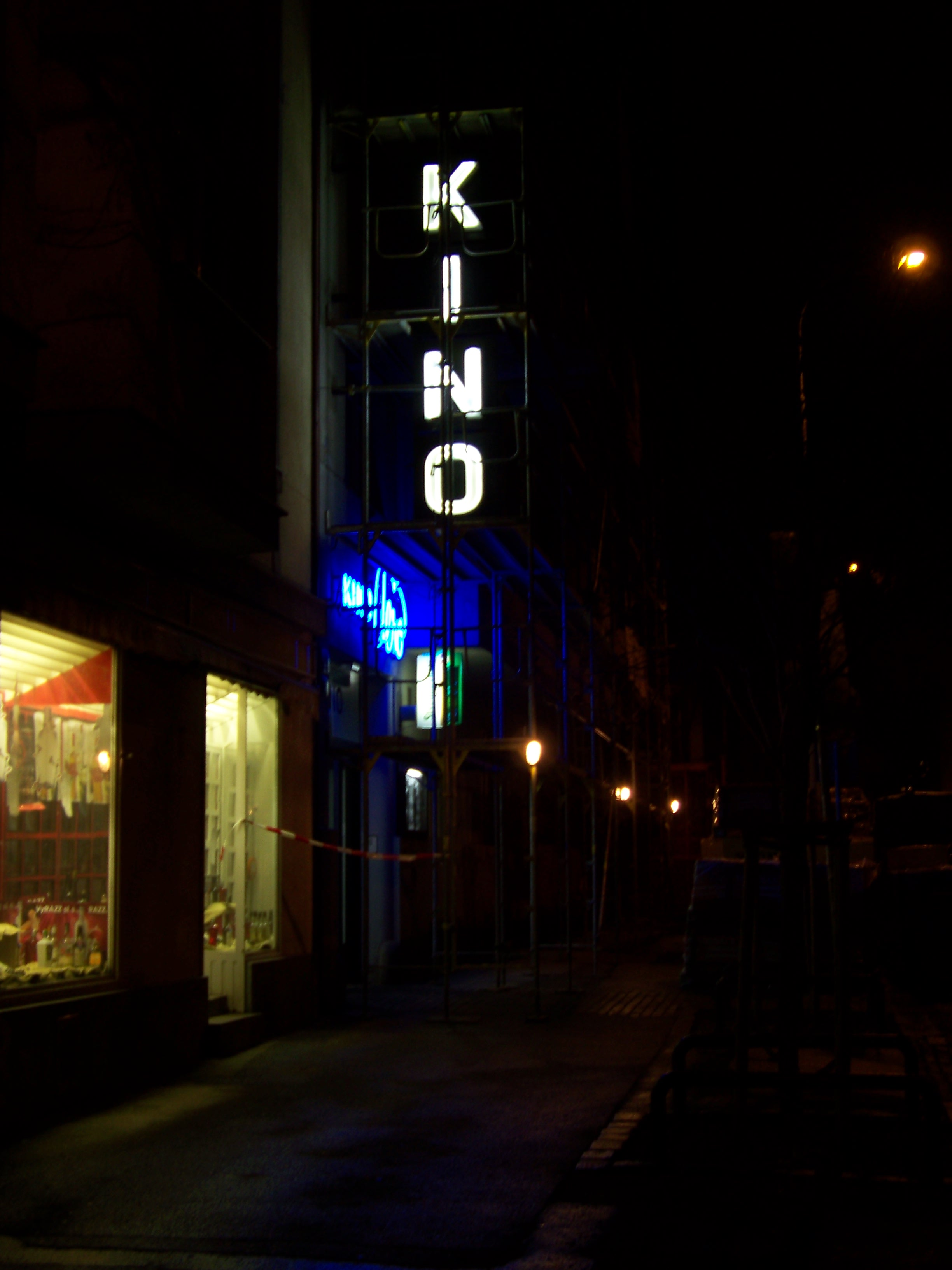
Vchod z Biskupcovy ulice

Kino Aero je pražské jednosálové kino zaměřené na nezávislou a artovou produkci, které působí v jednom z dosud zachovaných a provozovaných kinosálů z doby před rokem 1990.

## Historie
Samostatně stojící funkcionalistická budova, která je umístěna ve dvorním traktu obytného domu Praha-3 Žižkov, Biskupcova 1733/31, byla projektována a stavěna v letech 1930-33. Autorem projektu byl architekt Jindřich Freiwald (ateliér Freiwald a Böhm).
Kino bylo otevřeno 10. listopadu 1933 za osobní účasti Vladimíra Slavínského, Lídy Baarové, Hugo Haase a Antonie Nedošinské.
Původní sál měl rozměry 33,5 × 11,4 m a 648 sedadel (36 řad a dalších 35 sedadel v 7 lóžích).
Rekonstrukce proběhly v letech
- 1959 (elevace hlediště, snížení kapacity na 366 míst, širokoúhlý projekční systém cinemascope)
- 1998 (pódium, předsálí a bar)
- 2001 (vytápění, sedadla – snížení kapacity na 336 míst, tlumočnický systém, projekční zařízení, ventilace).

Novou éru kina má na svědomí tým ve složení Pavel Rajčan, Ivo Andrle a Petr Vítek.

## Program
Dramaturgie kina se soustřeďuje na artové snímky nezávislých produkcí, přehlídky národních kinematografií nebo jednotlivých tvůrců, festivaly a filmy z Projektu 100.
Kromě filmových představení se v sále pořádají mj. přímé přenosy oper z Metropolitní opery v New Yorku a seriál prezentací architektury a designu Pecha Kucha Night.
Od dubna 2007 je jedním ze čtyř pražských artových kin prezentovaných pod společnou značkou Osa 9, protože je spojuje tramvajová linka 9: kino Světozor, kino Evald, kino Mat a kino Aero.

## Technologie

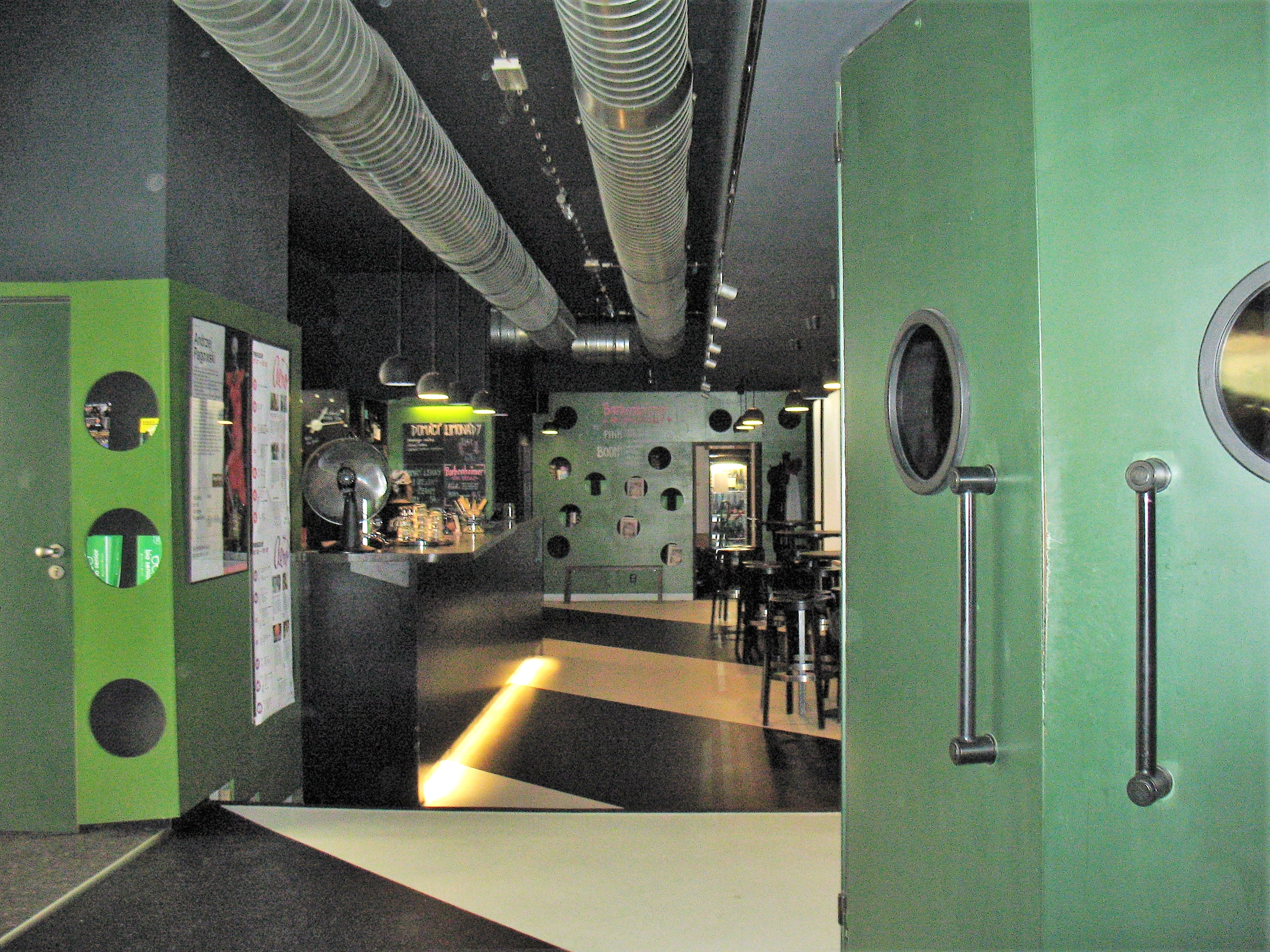
Bar v předsálí kina

Projekční zařízení: klasické stroje 35 mm a 16 mm, digitální SONY VPLFW300L. Formáty filmu 35 mm a 16 mm, kazety VHS a BetaSP, disky DVD, digitální soubory v rozlišení až 4K. Zvuk Dolby Digital EX. Od roku 2019 projektor Sony SRX - R515P.
Sál s překladatelským zařízením, 336 míst.
Bar s kapacitou 80 míst k sezení. WiFi připojení k internetu v celém prostoru kina.